# Moe Poaty III
Moe Poaty III,  né vers 1886 à Tchizondi (Congo français) et mort le 3 mai 1975 à Diosso (République du Congo), est un monarque du royaume de Loango.

## Biographie
Moe Poaty III est né en 1886 à Tchizondi dans le district de Madingo-Kayes, de Pwati, un grand notable de la contrée et de Moé Mpanzu, princesse de la dynastie royale des Kondi.
Portant le titre de N’gangue M’voumbe Oussangueme (le populaire devin qui couve et qui a été élevé en langue vili), il fut élu et intronisé à Mbate-Bondi, le 18 mars 1931. Il eut six épouses qui logeaient dans les dépendances du palais royal.
Il mourut le 3 mai 1975, après un long règne de près de 44 ans.
Moe Poaty III habita jusqu'à sa mort dans sa résidence royale, construite par l'administration coloniale en 1954. Cette résidence est devenue en 1982, le Musée régional des arts et des traditions Mâ Loango. Dans le but de préserver l'héritage culturel congolais, sa fonction principale est de recueillir, de présenter des objets et de témoigner de l’intérêt historique, archéologique, ethnographique ou artistique de ces objets. Il sert de support éducatif à la culture congolaise.
Il est inhumé dans le cimetière royal de Tchibang Bang.